# 덕정중학교
덕정중학교(德亭中學校)는 대한민국 경기도 양주시 덕정동에 있는 공립 중학교이다.

## 학교 연혁
- 1954년 7월 7일 : 덕정중학교 설립인가
- 1954년 8월 23일 : 덕정중학교 개교
- 1954년 11월 27일 : 초대 정희모 교장 취임
- 1988년 10월 27일 : 보통교실 2실 증축 및 강당(충효관)
- 2021년 9월 15일 : 공간혁신사업 야외무대(느티마루) 조성
- 2022년 3월 11일 : 공간혁신사업 한울꿈터 조성
- 2022년 3월 17일 : 공간혁신사업 도서관 리모델링
- 2023년 1월 5일 : 제68회 164명 졸업(연인원 16,667명)
- 2023년 3월 1일 : 제25대 안민희 교장 취임
- 2023년 3월 2일 : 신입생 131명(5학급) 입학

## 참고 자료
- 덕정중학교 - 한국교육학술정보원 학교알리미